# Harald Sverdrup
För andra betydelser, se Harald Sverdrup (olika betydelser).
Harald Ulrik Sverdrup, född den 29 maj 1923 på Vestvågøy i Lofoten, död den 26 juni 1992, var en norsk lyriker. Han tillhörde de ledande inom efterkrigslitteraturen. 